# Клястицы
Кля́стицы (бел. Кля́сціцы) — агрогородок в Россонском районе Витебской области Беларуси. Административный центр Клястицкого сельсовета.

## Географическое положение
Находится на берегах реки Нища и Клястицкого водохранилища, в 16 км на запад от городского посёлка Россоны. Через Клястицы проходят автомобильные дороги Р46 и Р132. На пересечении автомобильных дорог Полоцк — Юховичи и Россоны — Кохановичи. В 150 км от Витебска, 37 км от железнодорожной станции Борковичи.

## История

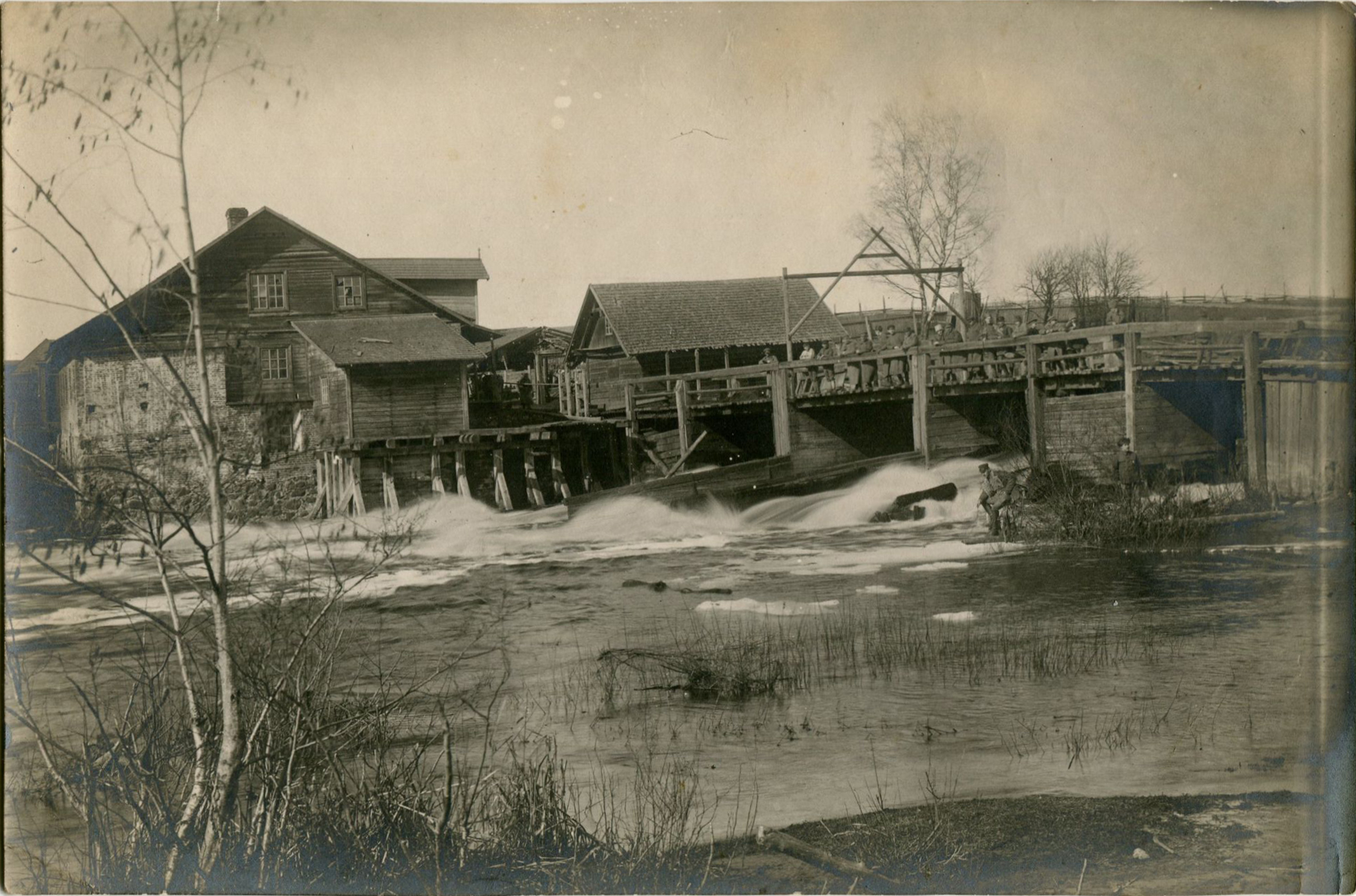

Во время Отечественной войны 1812 года 18—20 июля (30 июля — 1 августа) произошло трёхдневное сражение между русскими войсками корпуса генерала П. Х. Витгенштейна и французскими войсками корпуса маршала Удино, в ходе которого превосходящим силам французов было нанесено ощутимое поражение и остановлено наступление сил Наполеона на Санкт-Петербург.
5 апреля 1943 года в Клястицах состоялась межрайонная комсомольская конференция Освейского, Верхнедвинского, Бешенковичского, Полоцкого и Россонского районов с участием командиров и комиссаров партизанских бригад и отрядов.
19 сентября 2013 года находку, сделанную братьями-краеведами из Полоцка Андреем и Алексеем Буховецкими, можно назвать сенсационной как минимум в масштабах Беларуси. В агрогородке Клястицы Россонского района  они обнаружили фундамент разрушенного в 30-е годы прошлого столетия памятника-часовни, посвященного победе над французами  в войне 1812 года.

10 ноября 2015 года под гранитной плитой в основании разрушенного памятника героям войны 1812 года в Клястицах была найдена медная закладная пластина с текстом из 14 строк. Это знаменательное событие свершилось благодаря стараниям полоцких краеведов, любителей истории Андрея и Алексея Геннадьевича Буховецких, обнаруживших закладную пластину.
«1854 года мая 21-го дня, въ 29-й годъ благополучного царствованія Его Императорскаго Величества Государя Императора Николая Павловича Самодержца Всероссийского, заложенъ Памятникъ сей по Высочайшему Его Величества повелению въ воспоминаніе отечественной войны и победы надъ французскими войсками, одержанной 19-го Іюля 1812 года при Клястицахъ. Заложеніе Памятника сего происходило въ присутствіи Генералъ Губернатора Витебскаго Могилевскаго и Смоленскаго Генералъ Адъютанта Игнатьева, Преосвященнейшаго Архіепископа Полоцкаго и Витебскаго Василія, Исправляющаго должность Витебскаго Гражданскаго Губернатора Тимчеева, Директора Полоцкаго Кадетскаго Корпуса Генералъ Маіора Лермантова, Витебскаго Губернскаго Предводителя Дворянства Юрьевича, Председателя Витебской Казенной Палаты Статскаго Советника Матюнина, Полоцкаго Архимандрита Фотія и Дризенскаго Уезднаго Предводителя Дворянства Снарскаго, при Инженере Подпоручике Доморацкомъ,-».

## Население
- 1998 год — 400 дворов, 987 жителей[4].
- 2009 год — 838 жителей[6].
- 2019 год — 687 жителей.

## Инфраструктура
- Объединение "Райсельхозхимия"
- Клястицкая ГЭС
- Деревообрабатывающий участок
- Лесничество
- Средняя школа
- Дом культуры
- Библиотека
- Амбулатория
- Аптека
- Комбинат бытового обслуживания
- Отделение связи

## Достопримечательности и памятные места

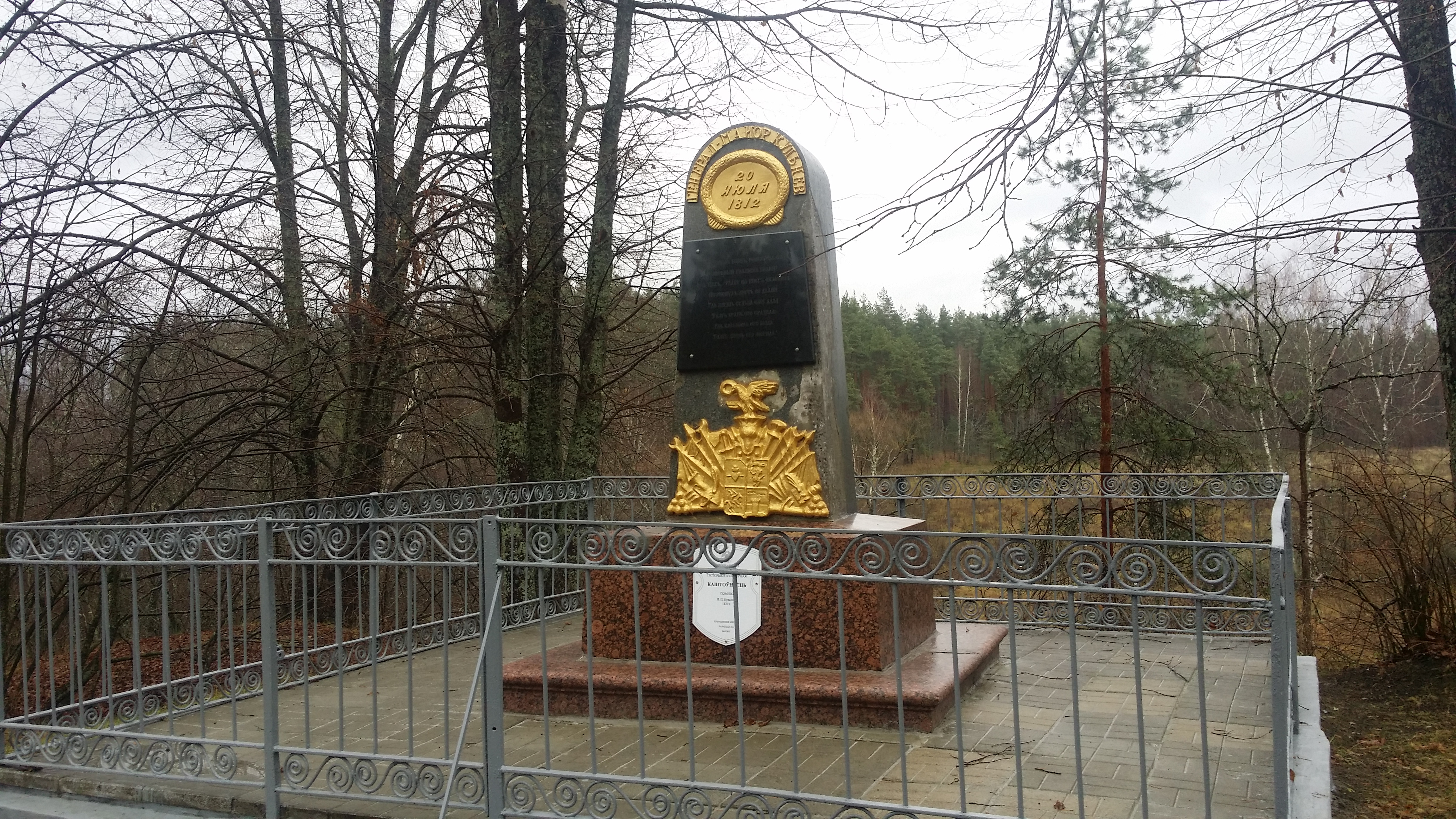
Памятник генерал-майору Якову Петровичу Кульневу. Русскому полководцу, Герою Отечественной войны 1812 года

- Монумент в память двух войн – 1812 г. и 1941–1945 гг. Возведён в 1992 году.
- Памятник на могиле погибшего 15 мая 1942 года юного партизана отряда имени Н. А. Щорса В. Давыдова.
- Памятник землякам, погибшим в годы Великой Отечественной войны
- Братская могила советских воинов и партизан
- Мемориальная доска в честь комсомольской конференции. Установлена в 1969 году на здании средней школы.
- 22 апреля 2016 года установлена памятная табличка на караульном доме, построенном для охраны памятника-часовни в честь героев клястицких побед в войне 1812 года.

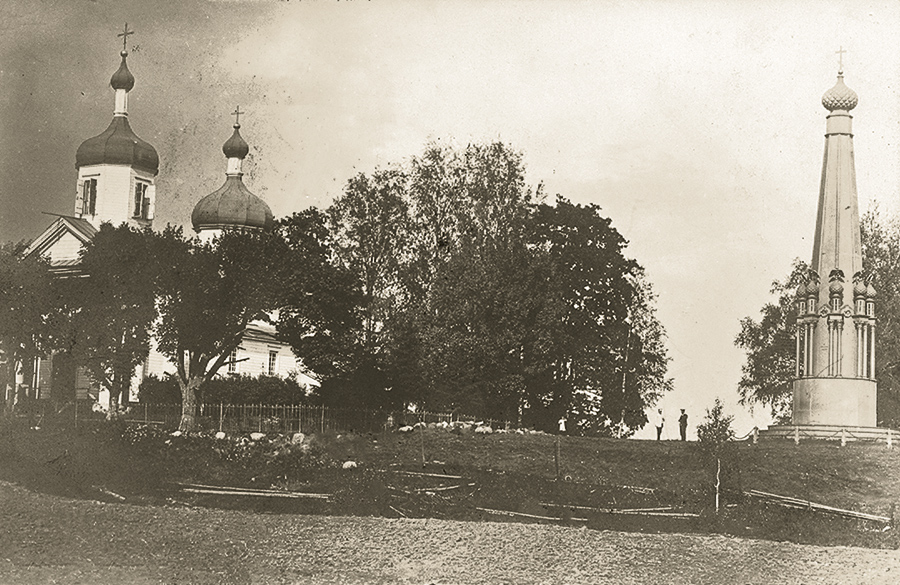
Памятник в честь победы российских войск в Клястицкой битве 1812 года (ныне не сохранился)

- Памятник в честь победы российских войск в Клястицкой битве 1812 года (ныне не сохранился)Памятный знак на месте гибели героя войны 1812 года Якова Петровича Кульнева. В 1830 году установлен памятник генерал-майору Я. Кульневу, погибшему в июле 1812 года в Клястицкой битве, недалеко от деревни Сивошино (ныне не существует), на так называемом Сивошинском перевозе, в 7 километрах от деревни Соколище, 0,8 км справа от автомобильной дороги на Полоцк, на берегу реки Дриссы. Там же, в 1972 году была установлена стела с рельефным портретом генерал-майора Я. Кульнева, указывающая направление к его памятнику.
- Церковь Святых апостолов Петра и Павла

### Утраченное наследие
- Памятник в честь победы российских войск в Клястицкой битве 1812 года.